# Нововикторовка (Донецкая область)
Нововикторовка (укр. Нововікторівка) — село в Добропольской городской общине Покровского района Донецкой области Украины.
Население по переписи 2001 года составляет 56 человек. Почтовый индекс — 85020. Телефонный код — 6277.

## Адрес местного совета
85020, Донецкая область, Добропольский р-н, пгт. Святогоривка, ул.Поштова.